# NFL Sunday Ticket
 (février 2023).
Le contenu est difficilement compréhensible vu les erreurs de traduction, qui sont peut-être dues à l'utilisation d'un logiciel de traduction automatique.
NFL Sunday Ticket est un groupe de chaînes de télévision produit pour DirecTV disponible en payant un montant supplémentaire de la normale mensuelle. Livrés par des canaux multiples, toutes les parties de la Ligue nationale de football NFL de États-Unis en saison régulière, en tant que tel le seul canal avec les droits de le faire aux États-Unis.
Il transmet tous les jeux régionaux produits par la Fox et CBS dans un formats de télévision normal SDTV et également disponible en formats HD avec un taux plus élevé.
Le client idéal pour ces services, sont les fans de ces équipes qui n'ont pas le choix, parce que ne peut pas regarder les matchs à la télévision locale et doit payer.
Ceci est rendu disponible aux États-Unis exclusivement avec DirecTV, au Canada avec le satellite et les fournisseurs de câble à plusieurs au Mexique et en Amérique centrale avec Sky TV, dans Amérique du Sud et les Caraïbes avec DirecTV, et certains fournisseurs de câbles dans les Bahamas et les Bermudes.